# Rock Me (песма групе Рива)
Rock Me је песма некадашње југословенске поп групе Рива која је победила на Песми Евровизије 1989. у Лозани, поставши тако првим и јединим југословенским евровизијским победником. Песму је урадио ауторски тим који је радио и на две претходне југословенске евровизијске песме − Ја сам за плес и Мангуп − Рајко Дујмић као композитор и Стево Цвикић као текстописац. Текст је поред неколико фраза на енглеском језику (укључујући и наслов) готово у целости написан на хрватском језику. Оркестром је током извођења уживо на сцени у Лозани дириговао маестро Никица Калогјера.
Занимљиво је да је песма Rock Me победила на националном избору Југовизији, који је те године одржан 4. марта у Новом Саду, са свега једним поеном предности испред Масима Савића.
Песма Евровизије 1989. одржана је 6. маја у швајцарској Лозани, а југословенски представници су своју песму извели као последњи у конкуренцији укупно 22 композиције. Југославија је на крају освојила укупно 137 бодова, што јој је донело прво место и прву и једину победу у историји учешћа на Песми Евровизије. Након проглашења победника Емилија Кокић, у то време певачица групе Рива, извела је песму у целости на енглеском језику.

## Занимљивости
- У серији Топ листа надреалиста у вестима за 17. јануар 1990 била је следећа новост: „На синоћ одржаној Пјесми Евровизије, побиједила је наша група Рибај са пјесмом „Војни рок ми бејби је истекао”!”
- 2022. године је позиционирана на 44. месту на листи коју је саставио британски The Independent.[5]

## Поени на Евровизији
| Поени | Земља                                            |
| ----- | ------------------------------------------------ |
| 12    | - Ирска - Израел - Турска - Уједињено Краљевство |
| 10    | - Аустрија - Белгија - Данска                    |
| 8     | - Холандија - Шведска                            |
| 7     | - Финска - Норвешка                              |
| 6     | Исланд                                           |
| 5     | - Кипар - Луксембург - Швајцарска                |
| 4     | Португалија                                      |
| 3     | Француска                                        |
| 2     |                                                  |
| 1     | Немачка                                          |